# پتر هوسینگ
پتر هوسینگ (آلمانی: Peter Hussing؛ ۱۵ مه ۱۹۴۸ – ۸ سپتامبر ۲۰۱۲) بوکسور اهل آلمان بود.
وی در مسابقات کشوری و بین‌المللی در مجموع برندهٔ ۱ مدال طلا، ۲ مدال نقره، ۳ مدال برنز شده‌است.